# Camarões nos Jogos Olímpicos de Verão de 2016
Camarões participou dos Jogos Olímpicos de Verão de 2016, que foram realizados na cidade do Rio de Janeiro, no Brasil, de 5 de agosto até 21 de agosto de 2016.